# Aspalathus humilis
Aspalathus humilis är en ärtväxtart som beskrevs av Harry Bolus. Aspalathus humilis ingår i släktet Aspalathus och familjen ärtväxter. Inga underarter finns listade i Catalogue of Life.